# Уилсон, Томас Фрэнсис
То́мас Фрэ́нсис Уи́лсон (англ. Thomas Francis Wilson; 15 апреля 1959, Филадельфия, Пенсильвания, США) — американский актёр кино и телевидения, наиболее известный по роли Биффа Таннена (а также его внука и прадеда) в трилогии Роберта Земекиса «Назад в будущее».

## Ранние годы
Томас Уилсон родился в Филадельфии, Пенсильвания, и вырос в городке Уэйн. Он учился в Radnor High School, где изучал актёрское ремесло, был президентом дискуссионного общества, играл на тубе в школьном оркестре.
Уилсон изучал международный бизнес и международное право в университете штата Аризона, а также учился в Американской академии драматического искусства в Нью-Йорке. В 1979 году он впервые выступил на сцене в комедийном шоу.

## Карьера

Уилсон в роли Биффа Таннена в фильме «Назад в будущее» (1985 год)

В 1981 году Уилсон переехал в Лос-Анджелес и стал членом актёрской труппы Comedy Store. Он участвовал в импровизациях с другими начинающими комедиантами, среди которых был и двадцатиоднолетний Джим Керри. Карьера Уилсона на телевидении началась в 1984 году с эпизодической роли в приключенческом сериале канала NBC «Рыцарь дорог».
В 1985 году он получил роль Биффа Таннена в фантастической комедии «Назад в будущее», которая принесла ему всемирную известность. Затем он повторил эту роль в фильмах «Назад в будущее 2» (1989) и «Назад в будущее 3» (1990), также в этих фильмах он исполнил роли прадеда и внука Биффа — «Бешеного Пса» и Гриффа Танненов. В начале 1990-х годов Уилсон вновь вернулся к роли Биффа, сыграв его в аттракционе студии Universal «Назад в будущее: Путешествие» (1991) и озвучив в мультсериале «Назад в будущее» (1991—1992).
В 1988 году Уилсон исполнил роль детройтского полицейского, офицера Корнблау, в фильме «Джексон по кличке „Мотор“», а в 1992 году озвучил гангстера Тони Зукко в мультсериале «Бэтмен». В 1994 году на съёмках фильма «Затерянный лагерь» его партнёром вновь стал Кристофер Ллойд. В 1995—1997 годах он озвучивал детектива Мэтта Блустоуна в мультсериале «Гаргульи». Также он участвовал в озвучивании компьютерной игры Wing Commander III: Heart of the Tiger (1994), где его партнёром был Марк Хэмилл и её продолжениях Wing Commander IV: The Price of Freedom (1996) и Wing Commander: Prophecy (1997).
В конце 1990-х—начале 2000-х годов Уилсон появлялся в эпизодах таких телесериалов, как «Сабрина — маленькая ведьма», «Лоис и Кларк: Новые приключения Супермена», «Хулиганы и ботаны», «Детектив Нэш Бриджес», «Шпионки», «Два с половиной человека» и других. Также он работал над озвучиванием мультсериалов «Пинки и Брейн», «Новые приключения Бэтмена», «Крутые бобры», «Джонни Браво» и других. В 2001—2021 годах он озвучивал разных персонажей в мультсериале «Губка Боб Квадратные Штаны». В 2003 году Уилсон озвучил одного из персонажей продолжения диснеевского мультфильма «Атлантида: Возвращение Майло».
В 2009 году Уилсон сыграл роль Марка Шевирона в фильме Стивена Содерберга «Информатор». В 2000-е—2010-е годы он появлялся в таких сериалах, как «Ясновидец», «Доктор Хаус», «Кости», «Юристы Бостона», «Легенды завтрашнего дня» и других.

## Личная жизнь
6 июля 1985 года Уилсон женился на Кэролайн Томас, у пары родилось четверо детей.

## Избранная фильмография
| Год       |    | Русское название                                        | Оригинальное название                                | Роль                              |
| --------- | -- | ------------------------------------------------------- | ---------------------------------------------------- | --------------------------------- |
| 1984      | с  | Рыцарь дорог                                            | Knight Rider                                         | Чип                               |
| 1985      | ф  | Назад в будущее                                         | Back to the Future                                   | Бифф Таннен                       |
| 1986      | ф  | День дурака                                             | April Fool‘s Day                                     | Арч                               |
| 1988      | ф  | Джексон по кличке «Мотор»                               | Action Jackson                                       | офицер Корнблау                   |
| 1989      | ф  | Назад в будущее 2                                       | Back to the Future Part II                           | Бифф Таннен / Грифф Таннен        |
| 1990      | ф  | Назад в будущее 3                                       | Back to the Future Part III                          | Бьюфорд Таннен / Бифф Таннен      |
| 1991—1992 | мс | Назад в будущее                                         | Back to the Future: The Animated Series              | Бифф Таннен                       |
| 1992      | ф  | Нервы на пределе                                        | High Strung                                          | Эл Долби                          |
| 1993      | ф  | За кровь платят кровью                                  | Blood In, Blood Out                                  | Ролли Макканн                     |
| 1993      | мс | Бэтмен                                                  | Batman: The Animated Series                          | Тони Зукко / Джон Грейсон         |
| 1994      | ф  | Затерянный лагерь                                       | Camp Nowhere                                         | лейтенант Элиот Хендрикс          |
| 1995      | ки | —                                                       | Wing Commander III: Heart of the Tiger               | майор Тодд «Маньяк» Маршалл       |
| 1995—1997 | мс | Гаргульи                                                | Gargoyles                                            | Мэтт Блустоун                     |
| 1996      | с  | Сабрина — маленькая ведьма                              | Sabrina, the Teenage Witch                           | Саймон                            |
| 1996      | мс | Академия лётчиков                                       | Wing Commander: Academy                              | Тодд «Маньяк» Маршалл             |
| 1997      | с  | Лоис и Кларк: Новые приключения Супермена               | Lois & Clark: The New Adventures of Superman         | Картер Ландри                     |
| 1997      | мс | Настоящие монстры                                       | Aaahh!!! Real Monsters                               | Марти                             |
| 1997—1998 | мс | 101 далматинец                                          | 101 Dalmatians: The Series                           | Старбак                           |
| 1998      | мс | Пинки и Брейн                                           | Pinky and the Brain                                  | Ларри Брун                        |
| 1998      | ф  | Фанатка                                                 | Girl                                                 | продавец билетов                  |
| 1998      | мс | Новые приключения Бэтмена                               | The New Batman Adventures                            | Воющий Джейк                      |
| 1998      | мс | Крутые бобры                                            | Angry Beavers                                        | Отис Отто / владелец боулинга     |
| 1999      | мс | Тимон и Пумба                                           | Timon & Pumbaa                                       | бродвейский менеджер              |
| 1999—2000 | с  | Хулиганы и ботаны                                       | Freaks and Geeks                                     | тренер Бен Фредрикс               |
| 2000      | ки | —                                                       | Star Trek: Voyager Elite Force                       | Рик Биссман                       |
| 2000      | мс | Базз Лайтер из звёздной команды: Приключения начинаются | Buzz Lightyear of Star Command: The Adventure Begins | Бастер                            |
| 2001      | с  | Детектив Нэш Бриджес                                    | Nash Bridges                                         | Джек Нун                          |
| 2001      | мс | Проект Зета                                             | The Zeta Project                                     | бойфренд Берли                    |
| 2001      | ки | —                                                       | Crash Bandicoot: The Wrath of Cortex                 | Рок-Ко                            |
| 2001—2021 | мс | Губка Боб Квадратные Штаны                              | SpongeBob SquarePants                                | разные персонажи                  |
| 2002      | ки | —                                                       | Run Like Hell                                        | Крейг                             |
| 2002      | с  | Шпионки                                                 | She Spies                                            | Роджер «Раш» Гибсон               |
| 2003      | мф | Атлантида: Возвращение Майло                            | Atlantis: Milo’s Return                              | Карнаби                           |
| 2003      | мс | Стрипперелла                                            | Stripperella                                         | разные персонажи                  |
| 2003—2006 | с  | Два с половиной человека                                | Two and a Half Men                                   | Майк                              |
| 2004      | мс | Джонни Браво                                            | Johnny Bravo                                         | Трент                             |
| 2004      | мф | Губка Боб Квадратные Штаны                              | The SpongeBob SquarePants Movie                      | рыбка / Виктор                    |
| 2005      | с  | Зоуи 101                                                | Zoey 101                                             | тренер Фелпс                      |
| 2005      | с  | Риба                                                    | Reba                                                 | Тед                               |
| 2006      | с  | Детектив Раш                                            | Cold Case                                            | Арнольд Браун                     |
| 2006      | ф  | Капитан Зум: Академия супергероев                       | Zoom                                                 | учитель Дилана                    |
| 2006—2008 | с  | Говорящая с призраками                                  | Ghost Whisperer                                      | Тим Флаэрти                       |
| 2007      | с  | Доктор Хаус                                             | House, M.D.                                          | Лу                                |
| 2007      | с  | Юристы Бостона                                          | Boston Legal                                         | Джеффри Басс                      |
| 2008      | с  | Кости                                                   | Bones                                                | Чип Барнетт                       |
| 2008      | мс | Рога и копыта. Возвращение                              | Back at the Barnyard                                 | Кребс                             |
| 2008—2009 | мс | Новые приключения Человека-паука                        | The Spectacular Spider-Man                           | Стэн Картер                       |
| 2008—2009 | мс | Бэтмен: Отважный и смелый                               | Batman: The Brave And The Bold                       | разные персонажи                  |
| 2009      | ф  | Информатор                                              | The Informant!                                       | Марк Шевирон                      |
| 2009      | с  | Ясновидец                                               | Psych                                                | Бутч Зилински                     |
| 2009      | мс | Гриффины                                                | Family Guy                                           | Первый шаг                        |
| 2010      | ф  | Юхан-скиталец                                           | Yohan – Barnevandrer                                 | Кевин                             |
| 2010      | ки | —                                                       | Spider-Man: Shattered Dimensions                     | Электро                           |
| 2010      | ки | —                                                       | Batman: The Brave and the Bold — The Videogame       | Человек-кошка                     |
| 2010      | мс | Время приключений                                       | Adventure Time                                       | разные персонажи                  |
| 2010—2011 | с  | Большая любовь                                          | Big Love                                             | Рики Джакс                        |
| 2011      | с  | Тру Джексон                                             | True Jackson, VP                                     | Бен Франклин                      |
| 2011      | с  | Закон Хэрри                                             | Harry’s Law                                          | Аллан Мид                         |
| 2011      | мф | Рио                                                     | Rio                                                  | пойманная птица / дельтапланерист |
| 2011      | мс | Планета Шина                                            | Planet Sheen                                         | первый рассерженный / рассказчик  |
| 2011      | с  | Мелисса и Джоуи                                         | Melissa & Joey                                       | Херберт Хэнкок                    |
| 2011      | ки | —                                                       | Star Wars: The Old Republic                          | коммандер Бонн / Элз Органа       |
| 2011—2012 | с  | Компаньоны                                              | Franklin & Bash                                      | духовный наставник                |
| 2012      | ф  | Атлант расправил плечи: Часть 2                         | Atlas Shrugged: Part II                              | Роберт Коллинз                    |
| 2012—2016 | мс | Драконы                                                 | Dragons                                              | Бакет                             |
| 2013      | мф | Эпик                                                    | Epic                                                 | Финн                              |
| 2013      | мс | Псих                                                    | Mad                                                  | разные персонажи                  |
| 2013      | ф  | Копы в юбках                                            | The Heat                                             | капитан Вудс                      |
| 2015      | мф | Губка Боб в 3D                                          | The SpongeBob Movie: Sponge Out of Water             | рассерженный покупатель           |
| 2016      | с  | Ранчо                                                   | The Ranch                                            | тренер Фитцджеральд               |
| 2016      | с  | Школа рока                                              | School of Rock                                       | отец мистера Финна                |
| 2016—2018 | мс | Охотники на троллей: Истории Аркадии                    | Trollhunters: Tales of Arcadia                       | тренер Лоуренс                    |
| 2017      | с  | Трудоголики                                             | Workaholics                                          | Барнс                             |
| 2017      | с  | Тренировочный день                                      | Training Day                                         | Гэри Миллстоун                    |
| 2017      | с  | Сомнение                                                | Doubt                                                | Энтони Келлем                     |
| 2017      | с  | Мэр                                                     | The Mayor                                            | губернатор Филлуччи               |
| 2018—2019 | с  | Легенды завтрашнего дня                                 | Legends of Tomorrow                                  | Генри «Хэнк» Хейвуд               |
| 2018—2019 | мс | Трое с небес: Истории Аркадии                           | 3Below: Tales of Arcadia                             | тренер Лоуренс                    |
| 2019      | мс | Капитан Подштанник: Первый эпический фильм              | Captain Underpants: The First Epic Movie             | майор Месси                       |
| 2020      | с  | Морская полиция: Спецотдел                              | NCIS                                                 | Ангус Деминт                      |
| 2021      | мс | Шоу Патрика Стара                                       | The Patrick Star Show                                | Сесил Стар                        |